# Lost in Space (1998)
Lost in Space ist ein US-amerikanischer Science-Fiction-Film aus dem Jahr 1998. Er basiert auf der Fernsehserie Verschollen zwischen fremden Welten, die im Original „Lost In Space“ heißt. Der Film startete am 24. September 1998 in den deutschen Kinos.

## Handlung
Im Jahr 2058 muss sich die Menschheit nach einer neuen Heimat umsehen, denn der Erde droht der Kollaps – hervorgerufen durch eine fast vollständig fehlende Ozonschicht und erschöpfte Rohstoffreserven. Aus diesem Grund will die United Global Space Force ihren leitenden Wissenschaftler, Professor John Robinson, und dessen ebenfalls wissenschaftlich tätige Familie mit dem Forschungsraumschiff Jupiter II zum nächsten bewohnbaren Planeten Alpha Prime schicken. Sie sollen den Planeten für eine Kolonisierung vorbereiten und zu diesem Zweck in dessen Umlaufbahn ein Hypergate installieren, eine Art Empfangsstation für nachfolgende Raumschiffe. Ohne ein Hypergate ist der Austrittspunkt für Raumschiffe, die mit Hyperantrieb reisen (siehe Wurmloch), nur schwer zu berechnen und kann willkürlich irgendwo im Weltall liegen.
Da globale Separatisten das im Bau befindliche Hypergate in der Erdumlaufbahn angegriffen haben, wird der Start vorgezogen. Major Don West, einer der Kampfpiloten, die diesen Angriff abwehren konnten, wird unfreiwillig der neue Pilot der Jupiter II, da sein Vorgänger von den Separatisten getötet wurde. Die Mission wird allerdings von dem für die Separatisten arbeitenden Agenten Dr. Zachary Smith sabotiert. Er programmiert den Arbeitsroboter der Robinsons so um, dass er 16 Stunden nach dem Start ins All die Robinsons töten soll. Doch Dr. Smith wird von seinen Auftraggebern hintergangen und bleibt bewusstlos auf dem Raumschiff, als es abhebt. Wie programmiert versucht der Roboter, die Familie zu töten, doch dabei richtet er auch Schäden am Navigationssystem an. Als Smith erwacht, ist er gezwungen, die Familie und West aus dem Kälteschlaf aufzuwecken, da er das Schiff nicht selbst steuern kann. Will kann den Roboter umprogrammieren, doch das Schiff ist vom Kurs abgekommen und steuert auf die Sonne zu. Der einzige Weg, deren Anziehungskraft zu entkommen, ist der Einsatz des Hyperantriebs. Da der Flug aber vorher nicht berechnet werden konnte und kein Hypergate vorhanden ist, landen sie in einem ihnen unbekannten Teil des Universums.
Im Orbit eines nahen Planeten stoßen sie auf eine riesige Energieblase, in deren Inneren sie ein Schiff namens Proteus finden, das offenbar von der Erde stammt und an das ein kleineres Raumschiff nicht irdischen Ursprungs angedockt ist. Bei der Erkundung der menschenleeren Proteus wird offenbar, dass das Schiff von der Erde entsandt wurde, um die Jupiter II zu finden. In einem Raum mit Hydrokulturen finden sie ein affenähnliches Tier und nehmen es mit. Plötzlich tauchen aggressive Spinnen auf, von denen eine Analyse zeigt, dass sie aus Silizium bestehen. Bei ihrer Flucht wird Dr. Smith von einer dieser Spinnen verletzt. Die Jupiter II legt ab, und um die Spinnen zu vernichten, zerstört Major West die Proteus, indem er ihren Antrieb sprengt. Durch die Schockwelle stürzt die Jupiter II allerdings ab und muss auf dem Planeten notlanden.
Ihr Schiff ist leicht beschädigt, und die Energiereserven sind nur noch gering. Sie lokalisieren eine Energiequelle in der Nähe, die für den Antrieb der Jupiter II geeignet wäre. Die Energiequelle befindet sich jedoch im Zentrum einer weiteren, immer größer werdenden Blase, ähnlich der, in die sie auch schon im Orbit geflogen sind. Es stellt sich heraus, dass die Blase Charakteristika einer Zeitmaschine aufweist und dass sie durch die Blase im Orbit unbeabsichtigt um einige Jahre in die Zukunft versetzt wurden.
Professor Robinson und Major West erkunden die Blase und finden sich in einer alternativen Zukunft wieder. Hier ist die Jupiter II ebenfalls abgestürzt, und alle anderen Expeditionsmitglieder sind mittlerweile verstorben bis auf Will, der mittlerweile erwachsen ist und eine Zeitmaschine konstruiert hat, die vom Antrieb der Jupiter II mit Energie versorgt wird. Will möchte damit zurück in die Vergangenheit reisen, um die Familie bereits auf der Erde vom Flug in den Weltraum abzuhalten. Plötzlich taucht der zukünftige Dr. Smith auf, der ebenfalls überlebt hat und durch die von der Spinne herbeigeführte Verletzung zu einem Spinnenmenschen mutiert ist. Er hat Will großgezogen und will nun mit dessen Zeitmaschine zurück auf die Erde, um sie mit den jungen Spinnen, die er in einem Brutbeutel heranzieht, zu übernehmen. Robinson und der erwachsene Will versuchen, den Spinnen-Smith aufzuhalten, während Major West mit dem jungen Will und dem originalen Dr. Smith aus der Blase und zurück zu ihrem Schiff flieht. Robinson kann den Spinnen-Smith an seinem Brutbeutel verletzen, und die kleinen Spinnen fallen über ihn her, da diese Rasse ihre verletzten Artgenossen frisst. Er fällt in den Zeitstrudel, der ihn und die Spinnen schließlich tötet, da der Durchgang für ihn zu klein ist.
Inzwischen beginnt die Energie der Zeitmaschine, den Planeten in Stücke zu reißen. Robinson muss zusammen mit dem älteren Will zusehen, wie die Jupiter II ohne sie startet und auf dem Flug zum Orbit von einem Felsen getroffen und zerstört wird. Da die Energie der Zeitmaschine nur für eine Person ausreicht, schickt Will seinen Vater durch das Zeitportal zurück an Bord der Jupiter II – um nur wenige Minuten in die Vergangenheit versetzt. Robinson befiehlt Major West, mangels Energiereserven nicht zu versuchen, den Orbit zu erreichen, sondern durch den Planetenkern zu fliegen und dessen Anziehungskraft zur Beschleunigung zu nutzen. Dadurch wird die Jupiter II ins All geschleudert, und der Planet zerbirst hinter ihnen. Zurück im All aktivieren die Robinsons noch einmal den Hyperantrieb, denn aus dem Computer der Proteus konnten sie umfangreiche Sternenkarten herunterladen, in denen die Koordinaten von Alpha Prime enthalten waren.

## Hintergrund
- Das Ende des Films sollte die Möglichkeit für Fortsetzungen offenhalten, die es jedoch mangels Erfolges nicht gab (Kosten: 80 Mio. USD, weltweites Einspielergebnis: ca. 118,6 Mio. USD).
- Bis auf zwei konnten alle überlebenden Beteiligten der alten Fernsehserie Nebenrollen im Film übernehmen: Mark Goddard, im Original Major Don West, spielte den General. June Lockhart, die ursprüngliche Maureen Robinson, ist als Will Robinsons Schulleiterin zu sehen. Marta Kristen und Angela Cartwright, die ersten Robinson-Mädchen, traten als Reporterinnen auf.

## Medien
Der Film wurde in Deutschland auf DVD veröffentlicht, er war aber auch als VHS-Videokassette erhältlich.
Auf CD erschien der Original-Soundtrack, welcher auch die Single-Auskopplung der britischen Band Apollo 440 Lost in Space enthielt.
Beim Heyne Verlag erschienen in deutscher Sprache als Taschenbücher die Filmromane Lost in Space – Planet aus Stahl (Die neuen Abenteuer der Familie Robinson) von Pat Cadigan sowie Lost in Space von Joan D. Vinge nach dem Original-Drehbuch von Akiva Goldsman.
1998 erschien bei Dark Horse Comics eine dreiteilige Comicadaption von Lost in Space. Die Zeichner waren Sordon Purell (Bleistiftvorzeichnung) und Terry Pallot (Tusche). Von diesen drei Comicausgaben hat Dark Horse Comics auch eine Hardcover-Version herausgebracht.

## Kritik
„Nach dem Vorbild einer 60er-Jahre-Fernsehserie entstandener Film, der eindrucksvolle Schauplätze und zahlreiche Spezialeffekte präsentiert, inhaltlich aber nicht mehr zu bieten hat als eine konfuse Mixtur diverser Science-Fiction-Motive. Zudem bleiben die Charaktere blass, so dass die Familie niemals als organische Einheit überzeugt und vielmehr überkommene soziale Strukturen offenbart.“

Volker Marquardt schrieb auf Cinema, der „penetrant im Halbschatten gefilmte“ Gary Oldman gibt den „nicht besonders cleveren Soziopathen als gewissenloses Biest“. Zudem muss er leider „dauernd saublöde Dialogbeiträge aufsagen, worunter auch die anderen Schauspieler leiden“. Dadurch werden die Darsteller „zu Dummschwätzern degradiert.“ Den Rest besorgen die 750 Spezialeffekte, die samt Bösewicht Gary Oldman und Oscar-Preisträger William Hurt diese Weltraumreise nicht davor bewahren können, nirgendwo anzukommen.

## Auszeichnungen
- 1999 gewann Komponist Bruce Broughton einen ASCAP Award für den Film.
- Der Film wurde 1999 in sechs Kategorien für den Saturn Award nominiert:
  - Bester Science-Fiction-Film
  - Beste Spezialeffekte (Angus Bickerton)
  - Bestes Kostüm (Vin Burnham, Robert Bell & Gilly Hebden)
  - Bestes Make-Up (Peter Robb-King)
  - Bester Nebendarsteller (Gary Oldman)
  - Bester Nachwuchsschauspieler (Jack Johnson)
- Der Film erhielt in den Kategorien Best Family Feature – Drama, Best Performance in a Feature Film – Supporting Young Actor (Jack Johnson) und Best Performance in a Feature Film – Supporting Young Actress (Lacey Chabert) je eine Nominierung für den Young Artist Award.
- Lost in Space wurde für den Negativ-Preis Goldene Himbeere in der Kategorie Schlechteste Neuverfilmung oder Fortsetzung nominiert.